# Шейн Фергюсон
Шейн Фергюсон (англ. Shane Ferguson; нар. 12 липня 1991, Деррі) — північноірландський футболіст, півзахисник клубу «Міллволл».
Насамперед відомий виступами за клуб «Ньюкасл Юнайтед», а також національну збірну Північної Ірландії.

## Клубна кар'єра
Народився 12 липня 1991 року в місті Деррі. Вихованець юнацьких команд футбольних клубів «Деррі Сіті» та «Ньюкасл Юнайтед».
У дорослому футболі дебютував 2009 року виступами за команду клубу «Ньюкасл Юнайтед», кольори якої захищає й донині.

## Виступи за збірні
2007 року дебютував у складі юнацької збірної Північної Ірландії, взяв участь у 13 іграх на юнацькому рівні.
2008 року  залучався до складу молодіжної збірної Північної Ірландії. На молодіжному рівні зіграв у 11 офіційних матчах.
2009 року дебютував в офіційних матчах у складі національної збірної Північної Ірландії. Наразі провів у формі головної команди країни 22 матчі, забив 1 гол.
| Дата       | Місто | Господарі | Результат | Гості             | Турнір           | Голи | Примітки |
| ---------- | ----- | --------- | --------- | ----------------- | ---------------- | ---- | -------- |
| 06/06/2009 | Піза  | Італія    | 3 – 0     | Північна Ірландія | товариський матч | -    |          |
| Усього     |       | Матчів    | 1         |                   | Голів            | 0    |          |